# Myxine capensis
Myxine capensis — вид круглоротих риб родини Міксинові (Myxinidae).

## Поширення
Зустрічається у Південно-Східній Атлантиці біля берегів Намібії та Південно-Африканської Республіки.

## Опис
Тіло сягає 40 см завдовжки.

## Спосіб життя
Батидемерсальний, немігруючий вид, мешкає на глибині 175–460 м. Полюбляє мулисте дно. Живиться мертвою або хворою рибою.